# Vescovo emerito
Vescovo emerito è il titolo previsto dal Codice di diritto canonico della Chiesa cattolica per quei vescovi che lasciano la guida di una diocesi, per raggiunti limiti di età, per motivi di salute o perché trasferiti ad altri incarichi non inerenti alla cura pastorale di una diocesi.
Il titolo di "vescovo emerito" è sempre seguito dal nome della diocesi a cui il prelato ha rinunciato, e con la quale continua a mantenere «un vincolo di spirituale affetto».
Fino al 1970 ai vescovi che rinunciavano alla guida della loro diocesi veniva assegnato il titolo di una sede estinta; fino all'entrata in vigore del Codice di diritto canonico del 1983 venivano chiamati "vescovi già di", cui seguiva il nome della sede a cui avevano rinunciato; da allora invece mantengono il titolo della diocesi a cui hanno rinunciato con l'aggiunta della qualifica di "emerito".

## Normativa della Chiesa cattolica
Recependo le indicazioni contenute nel decreto conciliare Christus Dominus, papa Paolo VI pubblicò il 6 agosto 1966 il motu proprio Ecclesiae Sanctae con il quale stabiliva la norma secondo cui «tutti i Vescovi diocesani e gli altri ad essi equiparati per diritto sono vivamente pregati di presentare spontaneamente, non più tardi dei 75 anni compiuti, la rinuncia all'ufficio all'Autorità competente».
La normativa confluì nel nuovo Codice di diritto canonico, promulgato da papa Giovanni Paolo II il 25 gennaio 1983:
(Art. 401, §1)
(Art. 401, §2)
Queste disposizioni, estese anche ai vescovi coadiutori e agli ausiliari, e ai vescovi delle Chiese sui iuris, sono state ribadite da papa Francesco nel Rescritto sulla rinuncia dei Vescovi diocesani e dei titolari di uffici di nomina pontificia del 5 novembre 2014.
Il Codice di diritto canonico ha introdotto nella normativa della Chiesa cattolica il titolo di "vescovo emerito", assegnato a quei vescovi diocesani la cui rinuncia viene accettata dal Sommo Pontefice:
(Art. 402, §1)
Il titolo è ribadito anche dal Direttorio per il ministero pastorale dei vescovi del 22 febbraio 2004, dove è specificato che «dal momento in cui viene pubblicata l'accettazione della rinuncia da parte del Romano Pontefice, il Vescovo diocesano assume, ipso iure, il titolo di Vescovo emerito della diocesi». Lo stesso Direttorio specifica che il titolo di "vescovo emerito" non si applica ai vescovi ausiliari, i quali hanno già un loro titolo proprio.

## Diritti e doveri dei vescovi emeriti
Come scrive Pighin, «va precisato che la qualifica di "emerito" non va confusa con quella di "pensionato", perché quest’ultima comporta la rottura di ogni vincolo tra la persona e l’ufficio svolto… Invece, nel nostro caso, il Vescovo rimane legato da vincoli giuridici, spirituali e affettivi alla diocesi che ha servito, pur cessando la sua giurisdizione su di essa. Perciò l’espressione "emerito" non va confusa neppure con quella di "collocamento a riposo", che indica la fine di ogni relazione tra un impiegato e il suo ufficio, con la conseguente cessazione di ogni diritto e dovere connesso con lo status riconosciutogli durante il rapporto di lavoro».
Il "Direttorio per il ministero pastorale dei vescovi" specifica i diritti e i doveri dei vescovi emeriti in rapporto:
- al vescovo diocesano;
- ai "munera" episcopali;
- alla diocesi dove risiede;
- alla Chiesa universale;
- e agli organismi sovradiocesani.

## Documenti della Santa Sede sui vescovi emeriti
- Decreto del Concilio Vaticano II Christus Dominus, 28 ottobre 1965, art. 21
- Papa Paolo VI, Motu proprio Ecclesiae Sanctae, 6 agosto 1966, art. 11 (online)
- Congregazione per i vescovi, De titulo tribuendo episcopis officio renuntiantibus, 7 novembre 1970 (online)
- Congregazione per i vescovi, Normae de Episcopis ab officio cessantibus, 31 ottobre 1988 (online)
- Codice di diritto canonico, 25 gennaio 1983, art. 401, 402, 411, 707, 1242
- Codice dei canoni delle Chiese orientali, 18 ottobre 1990, art. 210, 211, 218
- Pontificio consiglio per i testi legislativi, Responsio ad propositum dubium del 2 luglio 1991 sui canoni 346, § 1 e 402, § 1 (online)
- Papa Giovanni Paolo II, Motu proprio Apostolos suos, 21 maggio 1998, art. 17 (online)
- Congregazione per i vescovi, Lettera circolare ai Presidenti delle Conferenze episcopali, 7 giugno 2003
- Papa Giovanni Paolo II, Esortazione apostolica post-sinodale Pastores gregis, 16 ottobre 2003, n. 59 (online)
- Congregazione per i vescovi, Direttorio per il ministero pastorale dei vescovi Apostolorum successores, 22 febbraio 2004, cap. IX, nnº 225-230 (online)